# Ana Torrent
Torrent  Bertrán de Lis est un nom espagnol. Le premier nom de famille, en général paternel, est Torrent ; le second, en général maternel, souvent omis, est Bertrán de Lis.
Ana Torrent Bertrán de Lis, ou simplement Ana Torrent, est une actrice espagnole née le 12 juillet 1966 à Madrid.

## Biographie
Ana Torrent commence sa carrière d'actrice durant son enfance. Elle joue des rôles de petite fille perturbée dans trois chefs-d'œuvre du cinéma espagnol des années 1970 : L'Esprit de la ruche (El Espíritu de la colmena) de Víctor Erice, Cría cuervos et Elisa, mon amour (Elisa, vida mía) de Carlos Saura. En 1974, elle est récompensée aux Fotogramas de Plata. En 1980, elle remporte le prix de la meilleure actrice au Festival international de films de Montréal pour son rôle dans El nido de Jaime de Armiñán. En 1983, Torrent tourne dans la série El jardín de Venus (es) de José María Forqué.
Ana Torrent reprend sa carrière au cours des années 1990. Elle tient notamment le rôle d'une étudiante travaillant sur les « snuff movies » dans le premier long-métrage d'Alejandro Amenábar, Tesis. L'actrice apparaît également dans The Tulse Luper Suitcases, un projet multimédia de Peter Greenaway, et interprète Catherine d'Aragon dans Deux Sœurs pour un roi (The Other Boleyn Girl) de Justin Chadwick.

## Filmographie

### Cinéma
- 1973 : L'Esprit de la ruche (El Espíritu de la colmena) de Víctor Erice : Ana
- 1976 : Cría cuervos de Carlos Saura : Ana, petite
- 1977 : Elisa, mon amour (Elisa, vida mia) de Carlos Saura : Elisa, petite
- 1979 : Opération Ogre (Ogro) de Gillo Pontecorvo : la fille basque
- 1980 : El nido de Jaime de Armiñán : Goyita
- 1983 : Mir riecht's - ich steig aus de Gustav Ehmck : Barbara
- 1985 : Los Paraisos perdidos de Basilio Martin Patino : Andrea
- 1989 : L'Indomptée (Sangre y arena) de Javier Elorrieta : Carmen Espinosa
- 1989 : The Legendary Life of Ernest Hemingway de José Maria Sanchez : Carmen Ordoñez
- 1992 : Vacas de Julio Médem : Catalina
- 1992 : Macao, mépris et passion (Amor e dédinhos de Pé) de Luís Filipe Rocha : Victorina Vidal
- 1994 : Entre rojas d'Azucena Rodriguez : la Tacatun
- 1995 : El palomo cojo de Jaime de Armiñán : Adoracion
- 1995 : Puede ser divertido d'Azucena Rodriguez : Carmen
- 1996 : Tesis d'Alejandro Amenábar : Angela
- 1998 : El grito en el cielo de Dunia Ayaso et Félix Sabroso ; Yoli
- 1999 : Ave Maria d'Eduardo Rossoff : Adelina
- 2000 : Yoyes d'Helena Taberna : Yoyes
- 2001 : Sagitario de Vicente Molina Foix : Luisa
- 2001 : Juego de Luna de Monica Laguna : Luna à 30 ans
- 2002 : Las Caras de la luna de Guita Schyfter : Maruja Céspedes
- 2003 : Una preciosa puesta de sol d'Alvaro del Amo : Elena
- 2003 : The Tulse Luper Suitcases, Part 1 : The Moab Story de Peter Greenaway : Charlotte des Arbres
- 2004 : The Tulse Luper Suitcases, Part 2 : Vaux to the Sea de Peter Greenaway : Charlotte des Arbres
- 2004 : Iris de Rosa Vergés : Magdalena
- 2004 : The Tulse Luper Suitcases, Part 3 : From Sark to the Finish de Peter Greenaway : Charlotte des Arbres
- 2005 : A Life in Suitcases de Peter Greenaway : Charlotte des Arbres
- 2007 : El Hombre de arena de José Manuel Gonzalez : Maria la Cigarrona
- 2008 : Deux Sœurs pour un roi (The Other Boleyn Girl) de Justin Chadwick : Catherine d'Aragon
- 2008 : 14, Fabian Road de Jaime de Armiñán : Vega Galindo
- 2009 : Les Témoins du mal (No-Do) d'Elio Quiroga : Francesca
- 2011 : Au prix du sang (There Be Dragons) de Roland Joffé : Doña Dolores
- 2017 : Verónica de Paco Plaza : Ana
- 2018 : El desienterro de Nacho Ruipérez : Dora
- 2020 : It Snows in Benidorm de Isabel Coixet : Lucia
- 2023 : Fermer les yeux (Cerrar los ojos) de Victor Erice : Ana Arenas, la fille de Julio
- 2023 : Dos Madres (Sobre todo de noche) de Victor Iriarte : Cora